# Scaphoideus palingus
Scaphoideus palingus är en insektsart som beskrevs av Li och Dai 2004. Scaphoideus palingus ingår i släktet Scaphoideus och familjen dvärgstritar. Inga underarter finns listade i Catalogue of Life.